# 格拉蒂丝·艾伟德
艾伟德（英語：Gladys Aylward，1902年2月24日—1970年1月3日）是一位原籍英国的独立女传教士，被称为“小妇人”，她在中国传教的经历在西方广为人知。

## 生平
1902年2月24日，艾伟德生于英国伦敦以北米德尔塞克斯郡埃德蒙顿的一个工人阶级家庭，父亲是一名邮差。早年未受太多教育，做过侍女，后决心去中国传教，但是没有通过内地会的考试。1930年10月18日，她自英国只身出发，花费了所有的积蓄，乘船和火车，穿越苏联、途中几乎被拘留，后又取道日本，最终到达中国天津、北京，然后又长途跋涉到达山西阳城县，接替年老的卫理会传教士珍妮·劳生（Jeannie Lawson）。
在阳城，艾伟德创立了八福客栈用于传教。她曾接受当地道尹的请求，帮助妇女放脚，还曾帮助平息当地监狱的骚乱，她还收养了很多孤儿。1936年艾伟德加入中国籍。
抗日战争爆发后，该地区被日军侵占，宣教团体保持中立，艾伟德厌恶日军暴行，帮助救治中国难民和伤员，并将日军行踪通知中国方面。1940年艾伟德率领94名儿童经过数十天艰苦的步行，安全转移到西安。后在陕西、甘肃、四川等地传教。
1949年中共夺取政权后，艾伟德因为是外国传教士而被驱逐出中国，回到英国故乡。直到她的母亲去世，1957年她决定重新回到中国，但被拒绝入境，短暫停留在香港。英国广播公司的Alan Burgess将她的经历写成《小妇人》（The Small Woman）一书。
1958年艾偉德曾在香港創辦希望傳道會（Hope Mission，後更名篤志傳道會），建立伯利恆堂（至今有三間堂會）。之後，她前往台湾，於北投（後遷木柵）創立了艾偉德兒童之家（後改為伯大尼兒少家園）。
1970年1月3日，因流感併發肺炎，在台湾病逝，後葬於美國基督教効力會基督書院。
英国埃德蒙顿的一间中学以她的名字命名（格拉蒂絲·艾偉德學校）。
從「孤兒院」到「基金會」走過65年愛的旅程:
有鑑於臺灣孤兒雖越來越少，但破碎的兒少與家庭越來越多，榮譽董事長林治平教授(Professor Peter Lin)之異象興建「來樓」。2020年由洪善群董事長(Dr./Elder Simon Hung)邀請旅居西雅圖的江秀圈博士(Dr./Pastor Sharon Chiang)接任伯大尼兒少家園院長一職。2024年十月變更為財團法人臺北市基督教伯大尼兒少家庭基金會，仍由江秀圈博士擔任執行長，帶領全體同工發展服務跨齡層的雙福社會工作，打造臺灣第一個兒少家庭公益園區。除照顧失依受虐的弱勢兒少，也提供專業諮商中心、免費線上CR復原課程之支持步驟小組，以服務世界各地的華人，延續艾偉德宣教士的工作，伯大尼官網具相關記載與資料: <https://www.bethany.org.tw/>。
一塊錢愛的故事--來樓: <https://www.jjpan.com/en/project/all/bethany-childrens-home>

## 影视
- 1958年，故事片《六福客栈》（The Inn of the Sixth Happiness，1958），英格丽·褒曼饰演女主角。
- 2008年，纪录片《Gladys Aylward, the Small Woman with a Great God (2008)》
- 2008年，儿童DVD《The Gladys Aylward Story (2008)》for children ages 8-12

### 备注
1. ↑  艾伟德女士于1936年申请中华民国国籍，但因战乱导致相关文件遗失。根据中华民国行政院相关资料显示，艾伟德女士的实际入籍时间是1941年。

### 出典
1. 1 2 3 4  于中旻. . 翼報.   [2018-12-26]. （原始内容存档于2021-01-17）.
2. 1 2  杨丽娟. . 中国共产党新闻网. 北京日报.   [2018-12-26]. （原始内容存档于2018-12-26）.
3. 1 2 3 4  珍妮·劳生. . 良友电台.   [2018-12-26]. （原始内容存档于2019-05-19）.
4. ↑  陳中陵. . 随意窝. 台湾基督教史学会.   [2018-12-26]. （原始内容存档于2019-05-19）.
5. ↑  在好莱坞电影中被为改为《六福客栈》（The Inn of the Sixth Happiness）。
6. ↑  八福即：博爱、美德、谦逊、忍耐、忠诚、诚实、美好、奉献。（云淡风清：《有信仰的人 （页面存档备份，存于）》)
7. ↑  阳城政协:《建议将阳城“八福客栈”列为省级以上重点保护文物 （页面存档备份，存于）》
8. 1 2  陳中陵. . 2009-04-09  [2015-03-06]. （原始内容存档于2019-05-19）.
9. ↑  .   [2015-10-03]. （原始内容存档于2015-10-04）.